# Budi Setiawan
Budi Setiawan es un deportista indonesio que compitió en taekwondo. Ganó una medalla de plata en el Campeonato Mundial de Taekwondo de 1987, y una medalla de bronce en los Juegos Asiáticos de 1986.

## Palmarés internacional
| Campeonato Mundial | Campeonato Mundial   | Campeonato Mundial | Campeonato Mundial |
| Año                | Lugar                | Medalla            | Categoría          |
| ------------------ | -------------------- | ------------------ | ------------------ |
| 1987               | Barcelona (España)   | Medalla de plata   | –54 kg             |
| Juegos Asiáticos   |                      |                    |                    |
| Año                | Lugar                | Medalla            | Categoría          |
| 1986               | Seúl (Corea del Sur) | Medalla de bronce  | –54 kg             |